# The Madness (album)
Pour les articles homonymes, voir Madness (homonymie).
Albums de Madness
Utter Madness
(1986) It's... Madness
(1990)
Singles
1. I Pronounce You
Sortie : 25 février 1988
2. What's That
Sortie : Mai 1988

The Madness est un album studio de Madness (sous le nom The Madness), sorti le 3 mai 1988.
L'album s'est classé 65e au UK Albums Chart.

## Liste des titres
| 1. | Nail Down the Days | Cathal Smyth                     | 4:34 |
| 2. | What's That        | Smyth                            | 3:34 |
| 3. | I Pronounce You    | Lee Thompson, Smyth, Ronnie West | 4:38 |
| 4. | Oh                 | Smyth                            | 3:57 |
| 5. | In Wonder          | Graham McPherson                 | 4:58 |

| 1. | Song in Red           | Smyth                    | 3:39 |
| 2. | Nightmare Nightmare   | McPherson                | 4:30 |
| 3. | Thunder and Lightning | McPherson, Chris Foreman | 3:13 |
| 4. | Beat the Bride        | Thompson, Smyth          | 3:57 |
| 5. | Gabriel's Horn        | Smyth                    | 6:15 |

| 11. | 11th Hour   | McPherson, Foreman | 4:31 |
| 12. | Be Good Boy | Thompson, Foreman  | 4:26 |
| 13. | Flashings   | Smyth, McPherson   | 3:21 |
| 14. | 4 B.F.      | Thompson           | 2:54 |